# Walter Danner
Walter Danner (* 9. Januar 1922 in Mannheim; † 11. Februar 1992 in Heidelberg) war ein deutscher Fußballspieler, der als Stürmer beim VfR Mannheim von 1939 bis 1951 in der Gauliga Baden und in der Fußball-Oberliga Süd aktiv gewesen ist. In der Kriegsrunde 1942/43 wird der Torjäger mit 58 Treffern in 17 Rundenspielen beim Meisterschaftsgewinn der Mannheimer Rasenspieler geführt.

## Sportliche Laufbahn

### Gauliga Baden, 1939–1944
Das Fußballspiel im Verein begann für Danner in den Schüler- und Jugendmannschaften des Phönix Mannheim, ehe sich der torgefährliche Angreifer dem VfR Mannheim anschloss. Mit 17 Jahren debütierte der beidfüßig schussstarke Offensivspieler in der 1. Mannschaft der blau-weiß-roten Rasenspieler. Es war ein Freundschaftsspiel gegen Sparta Prag, in dem die Nachwuchshoffnung beim 6:3-Erfolg sogleich drei Tore erzielte. Sein erstes Spiel in der Gauliga bestritt Danner am 19. November 1939 bei einem 2:1-Erfolg gegen Amicitia Viernheim, als sich der Rundenbeginn durch den Ausbruch des Zweiten Weltkrieges am 1. September 1939 nach hinten verschoben hatte. Am 8. September 1940 stand der 20-jährige Angreifer auf Halbrechts in der VfR-Formation die im Tschammerpokal mit 0:2 bei Fortuna Düsseldorf verlor. Die erste Berufung in die Gauauswahl von Baden in einem Wettbewerbsspiel erlebte der junge Angreifer aus Mannheim am 9. März 1941 in Dresden im Halbfinale des Reichsbundpokals gegen die Auswahl von Sachsen. Der Gastgeber, herausragend besetzt um Auswahlspieler wie Willibald Kreß (Torhüter), Karl Miller, Herbert Pohl, Walter Dzur, Helmut Schubert, Heinrich Schaffer, Fritz Machate, Herbert Weigel und Gustav Carstens setzte sich überlegen mit 7:2 durch. Daran konnten auch Danner und seine VfR-Vereinskollegen Karl Vetter (Torhüter), Werner Feth und Karl Striebinger nichts ändern.
Die Runde 1942/43 wurde dann zur Paradesaison des VfR und seines überragenden Angreifers Walter Danner: Die Rasenspieler gewannen die Meisterschaft in der Gauliga Baden nach 18 Spielen mit 137:12 Toren und 36:0 Punkten. Danner erzielte in 17 Einsätzen sagenhafte 58 Tore. In fünf Spielen zeichnete er sich jeweils als sechsfacher Torschütze aus. Anfang Februar 1943 nahm der 21-jährige Torjäger unter Reichstrainer Sepp Herberger an einem Nationalmannschaftslehrgang in Frankfurt teil. Kurskollegen für den Angriff waren Spieler wie Max Morlock, Josef Gauchel, Erich Hänel, Karl Hetzel und August Klingler. Beim 4:0-Erfolg der Lehrgangsauswahl am 14. Februar gegen eine Auswahl von Hessen-Nassau stürmte Danner in der zweiten Halbzeit am linken Flügel. Da die Nationalmannschaft das letzte Kriegsländerspiel am 22. November 1942 in Preßburg gegen die Slowakei ausgetragen hatte, das erste Länderspiel nach Ende des Zweiten Weltkriegs am 22. November 1950 stattfand und Danner erst Ende 1949 aus sowjetischer Kriegsgefangenschaft zurückgekehrt war, blieb dem jungen Torjäger aus der Gauliga Baden der Einsatz als Nationalspieler verwehrt.
In die Endrunde um die deutsche Fußballmeisterschaft startete der Gaumeister aus Baden am 2. Mai 1943 mit einem 3:1-Auswärtserfolg gegen den 1. FC Nürnberg. Der „Club“ hatte im Gau Nordbayern mit 125:17 Toren und 40:0 Punkten ebenso souverän die Meisterschaft errungen wie der VfR in Baden. Die Läuferreihe mit Willi Billmann, Clemens Wientjes und Robert Gebhardt sowie die zwei jungen Angreifer Max Morlock und Helmut Herbolsheimer gehörten zu den herausragenden Leistungsträgern der Franken. Danner hatte den dritten Treffer im Nürnberger Stadion erzielt. Im zweiten Vorrundenspiel war er mit zwei Treffern beim souveränen 8:1-Heimerfolg am 16. Mai gegen den Niederrheinmeister SV Westende Hamborn beteiligt. In der Zwischenrunde trafen Danner und Kollegen auf den Gaumeister der Westmark, auf den FV Saarbrücken, welcher den FV 93 Mülhausen (5:1) und den Kölner SV Victoria (5:0) zuvor jeweils klar geschlagen hatten. Am 30. Mai fand das Spiel um den Einzug in das Halbfinale vor 25.000 Zuschauern in Saarbrücken im Stadion Kieselhumes statt. Nach zwei Toren von Striebinger ging Mannheim mit einer 2:1-Führung in die Halbzeit. In der zweiten Spielhälfte setzten sich aber die Mannen um Wilhelm Sold, Johannes Herberger und Herbert Binkert mit einem 3:2-Erfolg durch und für den Gaumeister aus Baden war damit die Endrunde zu Ende. Im Tschammerpokal 1943 erzielte Danner in den zwei erfolgreichen Spielen gegen den FC Mülhausen (4:1) und BC Augsburg (4:2) und der 3:5-Auswärtsniederlage gegen den Dresdner SC am 3. Oktober  vier Tore.
In der folgenden Saison 1943/44 war die Gauliga Baden aus verkehrstechnischen Gründen in drei Gruppen aufgeteilt: Nord, Mittel- und Südbaden. Titelverteidiger VfR Mannheim setzte sich in der Nordgruppe mit 18:2 Punkten durch. Danner kam nach dem 5:0 Derbyerfolg in der Hinrunde im November 1943 gegen den SV Waldhof durch Fronteinsatz nur noch 1944 in den badischen Endrundenspielen gegen den VfB Mühlburg und Freiburger FC zum Einsatz, wo er in drei Begegnungen fünf Tore erzielte. Am 16. April 1944 war er noch zur Stelle beim 2:1-Erfolg nach Verlängerung im Heimspiel um die deutsche Fußballmeisterschaft gegen den FC Bayern München wie auch beim Ende in der Endrunde durch die 2:3-Niederlage am 7. Mai 1944 beim 1. FC Nürnberg. In der Verbandsrunde 1944/45 stellte Danner beim 14:1 gegen VfTuR Feudenheim am 19. November 1944 mit neun Toren den ewigen Gauliga-Rekord in Baden auf. Insgesamt werden für Danner in der Gauliga Baden 101 Treffer aufgelistet.

### Oberliga Süd, 1949 bis 1951
Der kurz vor Ende des Zweiten Weltkriegs in sowjetische Kriegsgefangenschaft geratene Walter Danner kehrte erst im Spätjahr 1949 nach Mannheim zurück. Als sein Verein, der VfR Mannheim, am 10. Juli 1949 in Stuttgart mit 3:2 nach Verlängerung gegen Borussia Dortmund mit dem Gewinn der deutschen Meisterschaft den größten Vereinserfolg in der Historie der Blau-Weiß-Roten feierte, befand sich der Torjäger der Gauligaära noch in Kriegsgefangenschaft. In der Elf des amtierenden deutschen Meisters debütierte Danner am 20. November 1949 bei einem 1:1-Heimremis gegen Kickers Offenbach in der Oberliga Süd. Beim 1:1 stürmte der Spätkriegsheimkehrer auf Halbrechts an der Seite der Angriffskollegen Fritz Bolleyer, Ernst Löttke, Franz Islacker und Rudolf de la Vigne. Ein zweiter Einsatz folgte am 11. Dezember 1949 bei einer 0:2-Auswärtsniederlage gegen München 1860. Durch die Entbehrungen der Kriegsgefangenschaft verursacht kam der ehemalige Torjäger körperlich nicht in die Verfassung, die nötig gewesen wäre, um in der süddeutschen Ligaspitze mitzuspielen. Zudem waren im Spielerkader des VfR auch noch mit Kurt Stiefvater und Ernst Langlotz zwei weitere Könner für die Offensive vorhanden.
Mit dem Start in die Saison 1950/51, Danner bestritt die ersten elf Spiele in Folge und erzielte dabei fünf Tore, schien die endgültige Rückkehr des Gauligatorjägers geglückt zu sein. Nach dem 2:1-Heimerfolg am 29. Oktober 1950, Danner hatte auf Rechtsaußen gespielt und der VfR hatte mit 14:8 Punkten den vierten Rang belegt, erfolgte dann aber eine fünfmonatige Spielpause. Diverse Krankheiten und Verletzungen verhinderten die endgültige Etablierung von Danner in der Oberliga Süd. Mit dem Spiel am 24. März 1951, Mannheim verlor mit 0:2 in Offenbach, beendete der Stürmerstar der Gauligära seine Laufbahn in der Oberliga Süd.

### Im Amateurbereich und als Trainer
Zur Runde 1951/52 schloss sich Danner SC Eintracht Plankstadt in der A-Klasse Süd des Fußballkreises in Mannheim an. Dort erlebte er nochmals ein sportliches „Hoch“ und führte die Eintracht 1952/53 mit 127:20 Toren und 47:5 Punkten als Meister in die 2. Amateurliga Rhein-Neckar. Anfang Mai 1953 lief Danner in einem Benefizspiel in einer Auswahl von Schwetzingen gegen den SV Waldhof als Halbrechts auf (4:1). Schiedsrichter Handwerker (Ketsch) hatte vor 3.000 Zuschauern die Spielleitung innegehabt. Als Spielmacher und Torjäger blieb er der Eintracht noch bis zur Runde 1955/56 erhalten und verfolgte sodann auch die ersten Schritte seines Sohnes Dietmar auf dem Spielfeld. Als Spielertrainer war Danner dann noch beim FV Oftersheim und der SpVgg Oberhausen tätig, ehe er 1958 endgültig vom Rasen Abschied nahm.
Der zweifache Familienvater verdiente seinen Lebensunterhalt als Schlosser bei den Mannheimer Motoren-Werken und verstarb im Jahr 1992.